# The Booze Hangs High
Pour plus de détails, voir Fiche technique et Distribution.
The Booze Hangs High est un dessin animé américain réalisé par Rudolf Ising et Hugh Harman, produit par la Warner Bros. Pictures, dans la série des Bosko (Looney Tunes), et sorti en 1930.
Il a été réalisé par Hugh Harman et produit par Hugh Harman et Rudolf Ising. De plus, Leon Schlesinger est crédité comme producteur associé.

## Synopsis
Bosko danse avec une vache. Celle-ci perd à un moment sa « culotte », ce qui fait rire Bosko et un cheval attelé à une charette. Bosko y monte et dirige joyeusement le cheval jusqu'à l'auge aux cochons. Il chante et utilise la queue du cheval pour faire du violon et joue d'une fourche comme d'un banjo, au grand plaisir du cheval dansant. Une canne et ses canetons vont à la mare en dansant. Arrivé à destination, Bosko remplit l'auge. Le cochon et deux cochonnets se repaissent du contenu. Un des petits cochons sort alors une bouteille d'alcool et tous les deux s'énivrent. Le cochon en profite à la suite, puis il lance la bouteille qui se brise sur la tête de Bosko. Ce dernier devient saoul à son tour et chante avec eux. Quand Le cochon fait une voix de basse, il pousse un rôt et rejette un épi de maïs. Confus, il le réintègre par une porte qu'il ouvre au niveau de son nombril. Tous reprennent la danse chantée au final. 

## Fiche technique

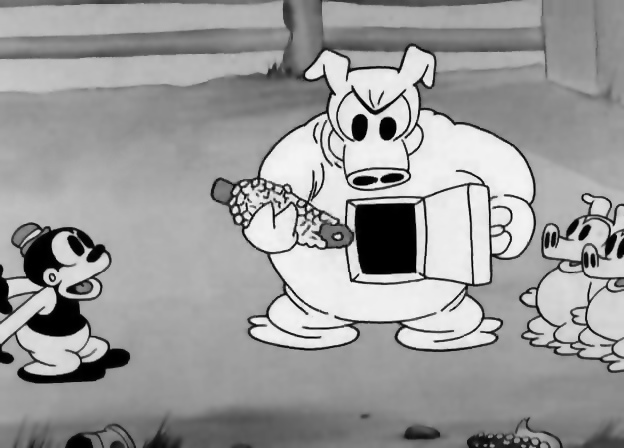
Dans le film : le cochon ouvre une porte en lui pour y remettre un épi de maïs qu'il avait recraché involontairement.

- Titre original : The Booze Hangs High
- Réalisation : Rudolf Ising et Hugh Harman
- Producteurs : Hugh Harman, Rudolf Ising et Leon Schlesinger
- Musique : Frank Marsales
- Production : Leon Schlesinger Studios
- Distribution : Warner Bros. Pictures
- Durée : 6 minutes
- Format : noir et blanc - mono
- Langue : anglais
- Pays : États-Unis
- Date de sortie : États-Unis : 19 décembre 1930
- Genre : Dessin-animé, comédie burlesque
- Licence : Domaine public[1]

## Distribution

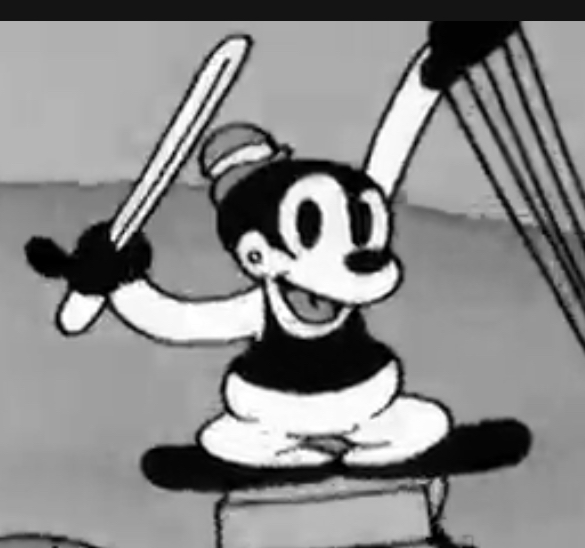
Bosko utilise son bâton et le crin de la queue du cheval comme d'un archet et les cordes d'un violon.

Aucune personne n'a son nom porté au générique.
- Bernard B. Brown : Bosko
- Delos Jewkes : Pigs
- Carman Maxwell : Bosko (en appoint)